# Киселёв, Андрей Викторович
Андрей Викторович Киселёв (16 ноября 1962, Красноуральск — 18 января 1996, Первомайское) — майор, активный участник специальной операции по освобождению заложников в Первомайском, погиб при исполнении служебных обязанностей.

## Биография
Андрей Викторович Киселёв родился 16 ноября 1962 года в городе Красноуральске Свердловской области. В 1980 году окончил среднюю школу, после чего поступил в Казанский авиационный институт, но уже через три месяца забрал документы. В течение двух лет проходил срочную службу в Вооружённых Силах СССР, в воздушно-десантных войсках. Демобилизовавшись, в 1982 году Киселёв поступил в Рязанское высшее воздушно-десантное командное училище. Отлично учился, занимался спортом, став мастером спорта СССР по офицерскому многоборью. Активно изучал иностранные языки, освоил фарси. В 1986 году Киселёв окончил училище и был направлен для дальнейшего прохождения службы в строевые части воздушно-десантных войск.
В июне 1993 года Киселёв поступил на службу в спецподразделение «А». Многократно командировался на Северный Кавказ, где принимал активное участие в восстановлении конституционного порядка в Чеченской Республике, проведении специальных операций по ликвидации незаконных вооружённых формирований.

## Спецоперация в Первомайском
В январе 1996 года он был направлен в Дагестан, где банда полевого командира Салмана Радуева захватила заложников в больнице города Кизляра и выдвинула политические требования российскому правительству. Через некоторое время сепаратистам дали возможность покинуть Кизляр и направиться в сторону дагестанско-чеченской границы. Войдя в посёлок Первомайское Хасавюртовского района, боевики окопались и подготовились к обороне. На майора Киселёва были возложены обязанности по руководству одной из групп прикрытия. Во время штурма посёлка, растянувшегося на несколько дней, он во главе своего подразделения подавил несколько огневых точек сепаратистов, дав возможность выйти из-под шквального обстрела сотрудников спецназа МВД России и вынести раненых.
18 января 1996 года, в последний день штурма Первомайского, Киселёв погиб. Похоронен он на Митинском кладбище города Москвы. Посмертно Указом Президента России майор Андрей Викторович Киселёв был удостоен ордена Мужества. Кроме того, он был награждён орденом «За службу Родине в Вооружённых Силах СССР» 3-й степени, медалями, ценным подарком — именными часами от министра обороны СССР.

## Память
- Именем Киселёва названа средняя школа № 6 города Красноуральска, которую он когда-то оканчивал[3].